# Romaria (ort)
Romaria är en ort i Brasilien.   Den ligger i kommunen Romaria och delstaten Minas Gerais, i den sydöstra delen av landet, 300 km söder om huvudstaden Brasília. Romaria ligger 955 meter över havet och antalet invånare är 3 566.
Terrängen runt Romaria är platt. Närmaste större samhälle är Monte Carmelo, 19,8 km nordost om Romaria.
Omgivningarna runt Romaria är huvudsakligen savann. Runt Romaria är det glesbefolkat, med 9 invånare per kvadratkilometer.